# Juan José Guzmán
Juan José Guzmán (La Unión, julio de 1797-San Vicente, 19 de octubre de 1847) fue un militar, licenciado y político salvadoreño; que ocupó el cargo de presidente de El Salvador: provisionalmente desde 12 de abril al 26 de septiembre de 1842 y como presidente electo desde el 26 de septiembre de 1842 al 1 de febrero de 1844, siendo el primer presidente constitucional de El Salvador.

## Vida
El General y Licenciado Juan José Guzmán nació en el municipio de la Unión en 1797. Inició su educación en la villa de San Vicente de Austria y Lorenzana, estando bajo la supervisión de Manuel Antonio de Molina y Cañas, sus estudios los completó en la Universidad de San Carlos de Guatemala graduándose como doctor en derecho civil y al mismo tiempo iniciando su carrera militar como cadete del Batallón de Bandera del Destacamento Fijo. 
Se casó con Rita Guzmán y Cisneros quien emigró a Costa Rica después de la muerte de su esposo. De una de sus hijas,  Margarita Guzmán y Guzmán quien se casó con Pedro Iraeta, desciende la familia costarricense Lara Iraeta (ver Salvador Lara Zamora y Fernando Lara Bustamante).

### Carrera política
Participó en los movimientos independentistas y regresó a El Salvador para luchar contra la invasión de los ejércitos mexicanos y guatemaltecos que buscaban anexionar la Provincia de San Salvador al Primer Imperio Mexicano (Véase también Anexión de Centroamérica al Primer Imperio Mexicano), debido a su actuación en la guerra se le confirió el grado de teniente y fue postulado como diputado por el distrito de San Miguel ante el congreso provincial establecido en San Salvador a finales de 1822.
Trabajó algún tiempo al servicio del general y primer presidente de la República Federal del Centro de América Manuel José Arce y Fagoaga, posteriormente se radicó en ciudad de Guatemala donde completó su tesis doctorial siendo después examinado por el Tribunal Supremo de Justicia (actualmente Corte Suprema de Justicia) del entonces Estado de El Salvador el cual le autorizó ejercer su profesión a partir del 22 de marzo de 1826.
Se enlistó como miembro del partido liberal y fue elegido diputado de la legislatura ordinaria del estado salvadoreño del año de 1827, siendo nombrando presidente de esa legislatura. Posteriormente fue consejero antes la junta de guerra de El Salvador en febrero de 1828 y cumplió junto con Joaquín de San Martín funciones de comisionados ante el general Manuel de Arzú siendo comandante de las tropas federales durante la guerra civil centroamericana, luego se integró a las fuerzas militares del general Francisco Morazán teniendo destacadas actuaciones en las batallas de Mixco y Las Charcas, debido a lo cual fue ascendido al grado de coronel.
En febrero de 1829 fue elegido fiscal de la Corte Suprema de Justicia de El Salvador, al año siguiente contrajo matrimonio con Rita Guzmán y Cisneros; el 15 de mayo de 1832 fue reelecto para otro período como fiscal de la corte a lo cual renunció pocos meses después, se radicó en San Vicentes desde octubre de 1832 donde fungió como Jefe Político y Comandante Militar del departamento de San Vicente desde donde intentó auxiliar al jefe supremo Mariano Prado de las maniobras del conservador Joaquín de San Martín, posteriormente en febrero de 1833 fue derrotado por las tropas indígenas de Anastasio Aquino lo que lo obligó a escapar hacia la ciudad de San Miguel, desde la cual dirigió un levantamiento contra el gobierno encabezado por Joaquín de San Martín, este levantamiento fue sofocado finalmente en Goascorán, tras esto se exilió voluntariamente en Guatemala durante el resto de gobierno de San Martín y donde se mantuvo cercano al gobierno federal de Morazán, durante ese auto-exilio se decepcionó de las decisiones del partido liberal y se acercó al partido conservador.
Retornó a El Salvador en 1835 donde fue elegido como diputado y presidente temporal de la legislatura ordinaria de ese año, pero fue acusado por sus antiguos compañeros liberales de conspirar contra el gobierno, razón por la cual fue capturado y enviado a prisión a Costa Rica desde marzo de 1836 hasta 1838, posteriormente tras su liberación se reintegró al ejército como comandante militar y gobernador de San Miguel siendo luego ascendido a jefe de la División de Oriente, desde ese cargo solicitó su pase de retiro a finales de 1839 para retirarse a su propiedad rural Corlantique.
En 1840 fue elegido como diputado de la segunda asamblea constituyente de El Salvador (1840 - 1841), el 13 de julio de ese año la asamblea lo escogió como magistrado segundo de la Suprema Corte de Justicia y posteriormente la misma asamblea lo escogió como presidente temporal de dicho congreso durante una parte de su segundo período de sesiones.

### Presidencias

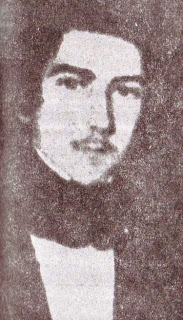
Presidente de la República de El Salvador Lic. Juan José Guzmán.

#### Presidencias provisionales
El 1 de febrero de 1842, la asamblea legislativa da a conocer los resultados de la primera elección presidencial salvadoreña, en la que resultó elegido el Coronel Antonio José Cañas; asimismo, nombró a Guzmán como primer designado a la presidencia. Debido a que ese mismo día Cañas decidió no aceptar el cargo y que su renuncia fuese completamente aceptada; la asamblea decidió llamar a  Guzmán para que ocupase la presidencia provisionalmente.
Ya que al momento de su designación no se encontraba presente en San Vicente (donde se había instalado el congreso) y se encontraba enfermo, la asamblea nombraría como presidente provisional a José Escolástico Marín; quién le entregaría el puesto el 12 de abril de 1842. Ocupando el cargo hasta el 30 de junio ese año, cuando se retiraría para atender intereses y trabajos agrícolas, entregandolo de forma provisional en el senador designado Dionisio Villacorta; y retomandolo el 7 de septiembre del mismo año.

#### Presidente electo
Se volverían a realizar nuevas elecciones, en las que resultarían electos Guzmán como presidente y Antonio José Cañas como vicepresidente; pero Cañas no aceptó el cargo y en su lugar se nombró a Pedro José Arce. Asumiendo el puesto el 20 de septiembre de 1842, convirtiéndose en el primer presidente constitucional electo del Estado del Salvador.
Durante su gobierno brindó su propia infraestructura a la Universidad Nacional y sostuvo una enérgica postura contra los reclamos del representante británica Frederick Chatfield (que pretendía vulnerar la soberanía salvadoreña); por otro lado durante su mandato regresó del exilio el general Francisco Morazán pero fue rechazado (al ser Juan José Guzmán del partido conservador, mientras que Francisco Morazán era del partido liberal), posteriormente Morazán se retiró del país y se embarcó a Costa Rica, donde fue elegido presidente. Ante esto Juan José Guzmán rompió relaciones con Costa Rica e inicio relaciones con Honduras y Nicaragua para formar la Confederación de Centroamérica. Sin embargo acogió a las tropas de Morazán tras su fusilamiento en septiembre de 1842.
El presidente Juan José Guzmán buscando reducir la autoridad del General Francisco Malespín (que hacía de caudillo desde su puesto de comandante de las armas), decidió dividir la comandancia de las armas en 4 departamentos, quedando Malespín en la de San Salvador. En diciembre, Guzmán se dirigió a visitar el departamento de San Miguel; y tras él se dirigió Malespín con una escolta, ya que Guzmán había ordenado la captura y remisión a San Miguel del presbítero Eduardo Vásquez (que había usado el púlpito como medio político); lo que hizo que Guzmán se sintiera perseguido e intimase a Malespín el 8 de diciembre para que desocupase San Miguel a pena de ser declarado faccioso. Malespín no contestó, permaneció en San Miguel, y reunió a la municipalidad para formar una comisión que averiguase el paradero del presidente para que continuase ejerciendo sus funciones. El 10 de diciembre insistiría a Malespín a que dejase San Miguel y para evitar más se retira a una hacienda, lo que sería aprovechado por Malespín para deponderle y colocar en su lugar al senador designado Cayetano Antonio Molina y Lara que el 20 le entregaría el cargo al vicepresidente Pedro José Arce.
El 16 de diciembre, al volver a San Salvador, Guzmán convocaría a las cámaras legislativas para que se reuniesen en San Vicente el 10 de enero, pero dicha decisión no sería tomada en cuenta; mientras que Malespín ordenó el extrañamiento de los presbíteros Isidro Menéndez e José Ignacio Zaldaña, lo que fue hecho por el obispo Jorge de Viteri y Ungo el 24 de diciembre. El 29 de diciembre, Guzmán se dirigió a Malespín para que declarase si obedecía o no las leyes, y al obispo y la Corte Superior de Justicia para que restablecieran la justicia. Al no obtener resultados, Guzmán renunció al cargo y se lo entregó al senador designado Cayetano Antonio Molina y Lara quién lo ocupó hasta el 1 de enero de 1844 cuando nuevamente se lo dio al vicepresidente Pedro José Arce, quién terminó el período para el que fue elegido Guzmán el 1 de febrero de ese año, asumiendo ese día como presidente y vicepresidente electos el General Francisco Malespín y el General Joaquín Eufrasio Guzmán.

## Muerte
Alejado de la vida pública, se radicó en la ciudad de San Vicente, donde fue asesinado el 19 de octubre de 1847. Se publicó la noticia de su muerte en la sección de Necrología de la Gaceta del Gobierno Supremo del Estado del Salvador del 29 de octubre de 1847.